# Marie Anunciáta Habsbursko-Lotrinská
Arcivévodkyně Marie Anunciáta Adléta Terezie Michaela Karolína Luisa Pia Ignácie (německy: Maria Annunziata Adelheid Theresia Michaela Karoline Luise Pia Ignatia z habsbursko-lotrinské dynastie (31. července 1876, Reichenau an der Rax – 8. dubna 1961, Vaduz) byla rakouská arcivévodkyně a abatyše ústavu šlechtičen na Pražském hradě.

## Život
Marie Anunciáta byla dcera arcivévody Karla Ludvíka a jeho třetí ženy, infantky Marie Terezy Portugalské. V rodině Marii říkali „Miana“. Své jméno dostala na počest druhé choti svého otce.
Vedla opatskou kancelář hradčanského kláštera a v letech 1894-1918 byla abatyší Tereziánského ústavu šlechtičen na Pražském hradě.
Vedle své matky se stala „First Lady“ vídeňského dvora za panování svého strýce císaře Františka Josefa poté, co byla jeho manželka císařovna Alžběta zavražděna italským nacionalistou. Z titulu této role převzala několik patronátů a stala se vysokou ochránkyní františkánských misionářek Panny Marie v Rakousku. Byl po ní pojmenován v roce 1900 Annunziata-Kloster ve Furthu poblíž Maria-Anzbachu.
Jejím starším bratrem byl následník trůnu arcivévoda František Ferdinand (zavražděn s manželkou Žofií roku 1914) a její druhý bratr Otto byl otec posledního císaře Karla I.

### Závěr života
Maria Annunziata zůstala neprovdaná a zemřela 8. dubna 1961 ve věku 84 let v lichtenštejnském Vaduzu, kde byla pochována v knížecí hrobce (panující kníže František Josef II. byl její synovec).